# Вулиця Шатківського
Вулиця Шатківського — вулиця в Личаківському районі Львова, у місцевості Знесіння. Пролягає від вулиці Новознесенської до Помірки.

## Історія
Від 1930-х років називалась Помірки бічна. Сучасна назва з 1993 року на честь українського художника та графіка Олекси Шатківського (1908-1979).

## Забудова
Забудова — переважно одноповерховий конструктивізм 1930-х, одноповерхова садибна забудова, нові забудови 2000-х років.